# Chiesa di San Giorgio Martire (Illasi)
La chiesa di San Giorgio Martire è la parrocchiale di Illasi, in provincia e diocesi di Verona; fa parte del vicariato dell'Est Veronese, precisamente dell'Unità Pastorale Illasi-Tregnago-Vestene.

## Storia
La prima citazione della pieve d'Illasi risale al 920 ed è contenuta in un documento conservato nella Biblioteca capitolare di Verona. Nella bolla di papa Eugenio III del 1145 è menzionata la Plebem Ilasj cum capellis et decimis et familis et dimidia curte, sulla quale il pontefice confermò il possesso del vescovo di Verona Tebaldo II, mentre una nuova attestazione della chiesa risale al 1157.
Nel 1188 papa Clemente III stabilì che la pieve continuasse a esercitare la sua giurisdizione sui beni che già le erano sottoposti, tra i quali la cappella di Santa Giustina.
Attorno al 1435 fu nominato arciprete Pietro Da Monte, protonotario apostolico abitante a Roma e che, sembra, non sia venuto nemmeno una volta ad Illasi. Questo portò all'affidamento dell'arcipretura in commenda e con l'intervento diretto della Santa Sede nella nomina degli arcipreti, diventando così carica per qualche ecclesiastico della Curia Romana. 

Solo con don Antonio Campadello, parroco dal 1569, si mise ordine e regolarità nelle funzioni religiose.
La chiesa fu visitata nel 1530 da Gian Matteo Giberti, nel 1547 e nel 1553 dal vescovo Luigi Lippomano, nel 1565 da Agostino Valier, nel 1592 da Alberto Valier, nel 1632 da Marco Giustiniani e sempre nel XVII secolo da Sebastiano Pisani I e da Sebastiano Pisani II.
Il primo intervento sull'edificio di cui si abbia notizia risale alla metà del Seicento. Se ne lasciò traccia nell'epigrafe incisa lungo la cornice dorata del parapetto dell'altare di San Bartolomeo.
Nel 1839 la chiesa medievale, diventata ormai troppo piccola per soddisfare le esigenze dei fedeli, fu demolita. Nel 1840 fu così posta la prima pietra della nuova parrocchiale; l'edificio, disegnato da don Angelo Gottardi, ma con interventi anche di Bartolomeo Giuliari e Francesco Ronzani, venne ultimato nel 1865.
Fu consacrata dal Cardinale Bartolomeo Bacilieri il 16 settembre 1905.
Nel 2003 il tetto fu oggetto di un importante rifacimento, mentre dal gennaio 2016 all'aprile 2017 si è provveduto ad un intervento complessivo di restauro della chiesa, inaugurato con la Messa celebrata dal Vescovo di Verona mons. Giuseppe Zenti il 3 giugno 2017, vigilia di Pentecoste.

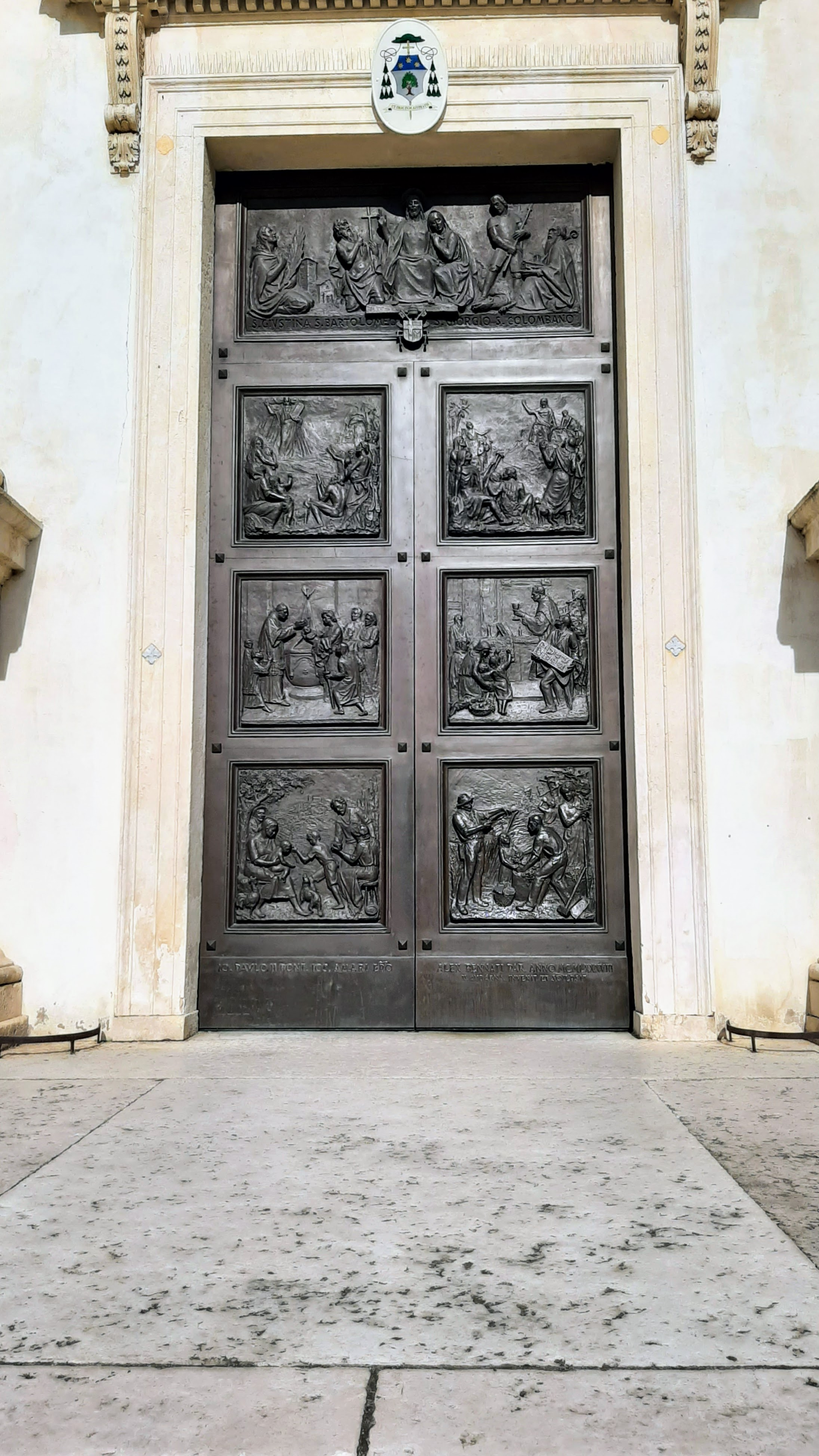
La porta bronzea, opera di Virgilio Audagna. In alto lo scudo con lo stemma di mons. Domenico Pompili, Vescovo di Verona.

## Descrizione

### Esterno
La facciata della chiesa, che volge a ponente, è in stile neoclassico; è tripartita da quattro semicolonne d'ordine corinzio sorreggenti la trabeazione e il timpano, al centro presenta il portale d'ingresso di forma rettangolare, sovrastato da una mensola protettiva e da una finestra semicircolare.

#### Il portale bronzeo
Nel 1988, dono del signor Giuseppe Vicentini, grazie al consenso della popolazione, nel quarantesimo di sacerdozio e nel ventesimo di parrocchiato dell'arciprete don Alessandro Bennati, si sostituì la vecchia porta lignea con un monumentale portale in bronzo, opera dello scultore Virgilio Audagna, che abitava per parte dell'anno nella vicina Castelcerino.
Il portale è composto da un grande pannello rettangolare sovrastante le sei formelle quadrate, tre per battente.
Nelle formelle inferiori sono svolti i due grandi temi della vita umana: a sinistra la famiglia (sullo sfondo è visibile il Castello d’Illasi), a destra il lavoro.
Nelle formelle centrali si trovano a sinistra la celebrazione del Sacramento del Battesimo e a destra La celebrazione dell'eucaristia (con l'offerente che presenta la porta).
Le due formelle superiori illustrano due momenti della rivelazione divina: a sinistra Mosè con le tavole della Legge e a destra Il Discorso della Montagna.
Nel pannello superiore sono presenti al centro Cristo Redentore con la Vergine Maria e santi legati alla comunità illasiana: a sinistra Santa Giustina con la sua chiesa e San Bartolomeo; a destra San Giorgio con il drago e San Colombano che tra le mani tiene la sua chiesa.
Sotto il pannello superiore, al centro, è visibile lo stemma pontificio di San Giovanni Paolo II, mentre nella parte inferiore, sul battente sinistro troviamo il nome abbreviato in latino dello stesso pontefice, del Vescovo di Verona mons.Giuseppe Amari e sul lato destro dell'arciprete don Alessandro Bennati, con l'anno di esecuzione in caratteri romani e, sottostante, più piccolo, il nome dell'autore.

### Interno
L'interno dell'edificio è costituito da un'unica navata di forma rettangolare, sulla quale si affacciano le quattro cappelle laterali, in cui sono ospitati gli altri minori della Madonna, del Crocifisso, del Sacro Cuore, di San Giuseppe e della Madonna del Rosario, e le cui pareti sono scandite da lesene corinzie, sorreggenti la cornice con il fregio, sopra la quale s'imposta la volta a botte; al termine dell'aula si sviluppa il presbiterio di forma quadrangolare, sopraelevato di quattro scalini e chiuso dall'abside semicircolare.

#### Lato sinistro
A sinistra, appena entrati, in una nicchia si trova un grande Crocifisso del Seicento, ancora in vita e con il volto segnato dalla sofferenza, opera ritenuta di pregevole qualità.
Nella prima cappella è presente l'altare dell'Addolorata, risalente tra la fine del secolo XVII e gli inizi del XVIII. Da segnarlare i due putti che sostengono l'altare e gli stemmi in altorilievo che indicano i committenti, appartenenti alla nobile famiglia dei Pindemonte.
Al centro è collocata la pala, probabilmente opera di Luigi Salomoni con l'Addolorata sostenuta da San Giovanni con Maria Maddalena ai piedi del Crocifisso.
Nel 1912 il parroco don Vicentini fece sfondare la parete tra la cappella dell'Addolorata e del Sacro Cuore per erigere una cappella dedicata alla Madonna di Lourdes.
L'altare, originariamente in legno, fu sostituito da uno settecentesco in marmo, precedentemente collocato nell'oratorio di San Rocco (ora Giardino Musicale "Dino Formaggio").
La terza cappella di sinistra, presenta una pala d'altare ottocentesca con Santa Margherita Maria Alacoque in adorazione del Sacro Cuore, forse opera di Luigi Salomoni.
In alto si trovano le vetrate raffiguranti Santa Rita da Cascia e Sant'Antonio di Padova.

#### Lato destro
La prima cappella, dedicata a San Giuseppe, presenta un altare settecentesco in marmi policromi, che si pensa proveniente dalla chiesa di San Sebastiano di Verona, e presenta una pala d'altare collocabile tra fine XIX secolo - inizio XX secolo con San Giuseppe morente sostenuto da Gesù e con la Madonna orante, probabile opera di Luigi Salomoni.
Tra la prima e la seconda cappella troviamo un pulpito in legno laccato bianco, scolpito, dorato e dipinto a monocromo verde, con tre riquadri: Il Discorso della Montagna al centro e ai lati i Santi Giorgio e Bartolomeo.
Un'antica statua di San Bartolomeo, risalente al XIV-XV secolo, proveniente dalla chiesa precedente, è collocata nell'atrio d'ingresso della porta sud della chiesa.
Il secondo altare di destra, quello della Madonna del Rosario, anch'esso di probabile provenienza dalla chiesa di San Sebastiano di Verona, è in stile barocchetto.
Il gruppo statuario presente al centro è ottocentesco e attesta la devozione locale per la Vergine del Rosario di Pompei.
In alto si trovano le vetrate raffiguranti Santa Teresa del Bambino Gesù e San Gaetano Thiene.

#### Presbiterio e abside
Il presbiterio presenta l'unico elemento rimasto della chiesa precedente, cioè l'altare maggiore. Rinnovato nel 1733, elevato di tre gradini in marmo Rosso Verona e con un paliotto in marmi policromi, è opera dello scultore veronese Giuseppe Antonio Schiavi, autore anche delle due statue in onore di San Giorgio, titolare della chiesa, e di San Bartolomeo, patrono del Comune.
Nell'abside retrostante, collocato tra le quattro colonne, è presente il frontale dell'organo, della stessa fattura del pulpito, dunque in legno laccato bianco e con fregi dorati.
La parte inferiore è di carattere rettangolare, mentre quella superiore termina con un arco che sostiene la cuspide, recante la cetra, a simboleggiare la musica che accompagna e sostiene le voci che esprimono nel canto e nella lode.
Lo strumento musicale è opera dalla ditta Gebrüder Mayer nel Vorarlberg, in Austria, e risale probabilmente ai primi del Novecento, con materiale fonico provevinente da un precedente strumento.
Sulle cantorie trovano posto due pale del poco conosciuto Luigi Marai, databili al 1897: un Martirio di San Bartolomeo sulla cantoria di sinistra e un Martirio di San Giorgio sulla cantoria di destra, quest'ultimo copia della pala di Paolo Veronese in San Giorgio in Braida a Verona.
In alto sono collocate due vetrate disegnate da Carlo Donati, raffiguranti, sul lato destro, un sacerdote che comunica i fedeli, e sul lato sinistro, un presbitero con l'ostensorio eucaristico tra le mani, avvolte dal velo omerale portato sopra il piviale.

#### L’opera pittorica di Carlo Donati
Don Pietro Schena, arciprete d'Illasi dal 1936 al 1969, invitò a ripensare al progetto d'innalzalmento del campanile, ritenuto poi non realizzabile. I fondi già raccolti per quell'intenzione vennero destinati per la decorazione della chiesa.

Nel 1941 l'arciprete, dopo averlo incontrato a Cogollo, dove stava decorando la parrocchiale, invitò in canonica il pittore veronese Carlo Donati, suocero del podestà di Illasi, l'avvocato Piero Avrese, che abitava in contrada Giara, precisamente nella Villa Lucchini. 

Insieme studiarono il programma decorativo più adatto allo stile della chiesa e, dopo un contratto verbale, il pittore iniziò i lavori il 22 giugno 1941.

La decorazione fu inaugurata il 21 dicembre 1941 alla presenza del Vescovo di Verona mons. Girolamo Cardinale.
Lo stile pittorico di Carlo Donati nell'opera illasiana risulta scarno ed essenziale, con un linguaggio quasi mistico, più intento a trasmettere il messaggio religioso piuttosto che mettere in mostra la sua abilità come pittore.
L'apparato simbolico parte dal catino absidale, con il grande Crocifisso. Ai lati San Giorgio e San Bartolomeo nel momento del loro martirio (si nota anche la facciata esterna della chiesa in basso a sinistra rispetto al Crocifisso).

In continuità con la Crocifissione abbiamo la presenza dei dodici Apostoli, sei a destra e sei a sinistra, tutti con la fiamma della Pentecoste sul capo.
Nell'area presbiterale vi sono tutta una serie di simboli eucaristici: Melchisedec consegna ad Abramo il pane e il vino, la Moltiplicazione dei pani, la Cena di Emmaus, la Cena di Emmaus, la San Giovanni evangelista che dà la Comunione alla Madonna, la Cacciata dei saraceni ad opera di Santa Chiara con l’ostensorio, Esibizione dell’Ostia da parte di San Tarcisio e il Miracolo di Bolsena.
Nella cupola sopra il presbiterio vi è la corona del Rosario, nei pennacchi angeli con i simboli degli Evangelisti, alla base gli angeli tripartiti secondo i misteri del Rosario, in alto una teoria di angeli e sullo sfondo l’Incoronazione di Maria.
L'arco trionfale presenta sulla sommità il Pantocratore e, alle estremità, l'Annunciazione.
Sopra il pulpito troviamo Gesù ammaestra i discepoli, mentre ai lati Episodi della vita dei Santi Giorgio e Bartolomeo. Di fronte: il Pentimento della Maddalena e di Sant'Agostino, Santa Monica che manda il figlio Agostino da Sant'Ambrogio e sulla destra una Sant'Agnese.
Ai lati della controfacciata Battesimo di Cristo e Battesimo di ignoto, con lo stesso Donati a fare da padrino (vestito con il camice da lavoro), il suo collaboratore, Gastone Celada, che presenta il bambino al fonte, mentre il sacerdote che amministra il sacramento è don Schena.

Ai lati della vetrata a mezzaluna della facciata troviamo una persona che trova un cancello chiuso (a destra), a cui viene aperto (a sinistra) da un angelo, con la scritta che cita Lc 11,8 (Bussate e vi sarà aperto).
Nella volta a botte della navata vi è la rappresentazione del Paradiso, con schiere di angeli e miriadi di astri, e la presenza di Gesù Risorto dal Sacro Cuore, mentre sopra le finestre laterali quattro angeli indicano le Virtù teologali, Fede, Speranza e Carità, assieme alla conversione.
L'intero ciclo pittorico è stato restaurato tra il 2016 ed il 2017, riportando gli affreschi all'aspetto originale, valorizzati da un nuovo impianto d'illuminazione

#### Le lunette di Luigi Salomoni
Il pittore Luigi Salomoni, oltre ad essere probabilmente l'autore delle pale d'altare del Sacro Cuore, dell'Addolorata e di San Giuseppe, è l'autore delle lunette dipinte su tela presenti all'interno dell'edificio.
Sopra la bussola abbiamo la Trasfigurazione, sopra la porta principale la riconciliazione di Esaù con Giacobbe, sopra l'ingresso del lato destro il miracolo richiesto dalla donna siro-fenicia a Gesù, sopra l'ingresso sul lato sinistro Giovanni Battista che invita alla conversione"", sopra la porta nord gli Efesini bruciano alla presenza di S. Paolo i libri di magia, sopra la porta sud la cacciata dei mercanti dal Tempio di Gerusalemme, sopra il Battistero Lasciate che i bambini vengano a Mee presso la nicchia del Crocifisso S. Pietro riporta in vita Tabità.

#### Sacrestia
All’interno della sacrestia si trovano alcune opere interessanti, in primis la Madonna col Bimbo della bottega di Stefano da Verona o da Zevio, affresco rilevato e riportato dall'antica chiesa, opera matura, forse posteriore all’Adorazione dei Magi del 1435, oggi alla Pinacoteca di Brera a Milano.
Una Adorazione dei Magi, di pittore veronese rimasto ignoto, ma vicino a Michele da Verona, è un affresco cinquecentesco staccato e restaurato.
Vi è poi una serie di quindici tavole dei Misteri del Rosario, dipinti tra fine Cinquecento e inizio Seicento, avvicinate ai similari di Mazzantica attribuiti al veronese Claudio Ridolfi o alla bottega di Sante Creara e sviluppate a modo di cornice della statua lignea e dorata della Vergine col Bambino, scultura di pregevole fattura databile tra Quattrocento e Cinquecento, quasi sicuramente opera di Giovanni Zebellana.

L’intero manufatto in origine ornava l’altare della Madonna del Rosario nella vecchia chiesa.
Infine una tela firmata da Sante Creara con Cristo nella gloria tra i Santi Bartolomeo e, forse, Girolamo. Da notare la presenza del castello d'Illasi sotto la mano sinistra del santo di non facile identificazione.
.

## Campanile e campane

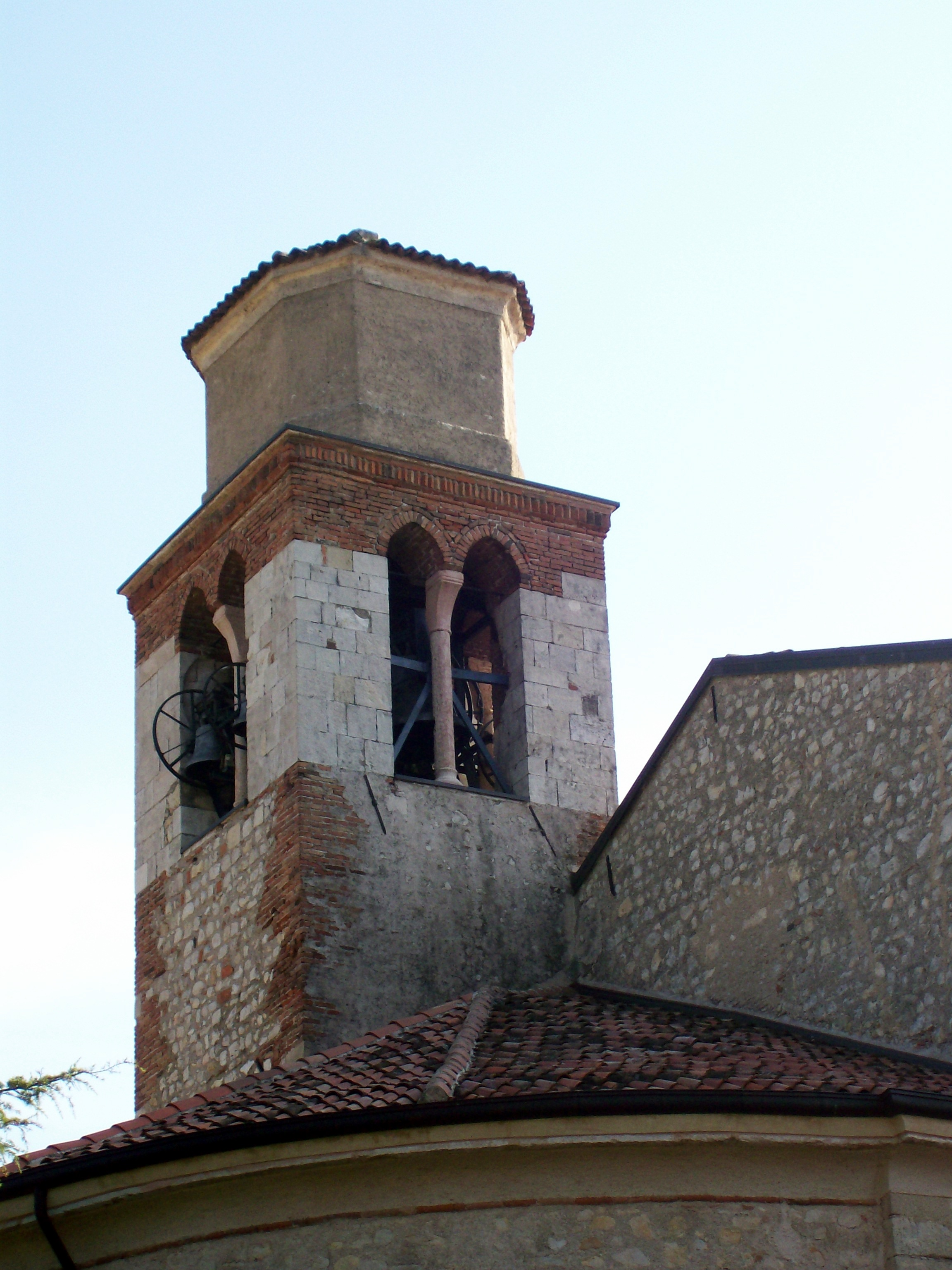
La torre campanaria

La torre campanaria, addossata alla chiesa e a sud rispetto all'abside, è stata restaurata per sollecitudine di don Pietro Schena, che rinnovò anche il concerto campanario.

Mentre era arciprete don Giuseppe Zeni (1927-1936) si pensò ad innalzare la torre, visto che appariva di dimensioni ridotte rispetto alla chiesa. Fu predisposto un progetto ed era già iniziata una raccolta di offerte a sostegno dell'opera, ma fu lo stesso don Schena, successore di don Zeni, a promuovere un ripensamento del progetto, ritenuto non realizzabile per vari motivi.

La cella campanaria, aperta con bifore, ospita 10+1 campane montate alla veronese, suonabili anche manualmente per la presenza del doppio sistema.
Questi i dati del concerto:
1 – MIb3 - diametro 1223 mm - peso 1097 kg - Fusa nel 1965 da De Poli di Vittorio Veneto
2 – FA3 - diametro 1076 mm - peso 758 kg - Fusa nel 1965 da De Poli di Vittorio Veneto
3 – SOL3 - diametro 950 mm - peso 501 kg - Fusa nel 1965 da De Poli di Vittorio Veneto
4 - LAb3 - diametro 904 mm - peso 437 kg - Fusa nel 1965 da De Poli di Vittorio Veneto
5 - SIb3 - diametro 803 mm - peso 307 kg - Fusa nel 1965 da De Poli di Vittorio Veneto
6 – DO4 - diametro 712 mm - peso 218 kg - Fusa nel 1965 da De Poli di Vittorio Veneto
7 – RE4 - diametro 650 mm - peso 167 kg - Fusa nel 2000 da De Poli di Vittorio Veneto
7/a – REb4 – diametro 670 mm – peso 193 kg – Fusa nel 2016 da …
8 – MIb4 - diametro 607 mm - peso 137 kg - Fusa nel 2000 da De Poli di Vittorio Veneto
9 – FA4 - diametro 550 mm - peso 103 kg - Fusa nel 2000 da De Poli di Vittorio Veneto
10 - SOL4 - diametro 490 mm - peso 72 kg - Fusa nel 2000 da De Poli di Vittorio Veneto.